# Tonjiru
Le tonjiru ou butajiru (豚汁, littéralement « soupe de porc ») est une soupe japonaise à base de porc et de légumes, assaisonnée au miso,. C'est une variante plus riche de la soupe miso traditionnelle, avec des ingrédients plus nombreux et en plus grande quantité.

## Ingrédients
Le tonjiru est préparé  en faisant cuire de fines tranches de porc et des légumes  dans du dashi, que l'on assaisonne en y dissolvant du miso.
On y ajoute fréquemment des ingrédients tels que de la racine de bardane, du konjac, du goémon, des jeunes oignons, du radis blanc, des carottes, du tofu ou de l'aburaage, des tubercules (pommes de terre, patates douces ou taro), et des champignons (shiitake ou shimeji),.

## Noms
Le caractère japonais pour « porc » (豚) peut se lire ton ou buta (on'yomi ou kun'yomi). Le plat est ainsi appelé butajiru à l'ouest du Japon et à Hokkaidō, tandis que le nom tonjiru est plus fréquent dans l'est du pays.
Une autre version du plat était servie dans les stations de ski de la préfecture de Niigata sous le nom de sukii-jiru (litt. « soupe de ski »).